# Najee Harris
Najee Jerome Harris (Martinez, 9 marzo 1998) è un giocatore di football americano statunitense che milita nel ruolo di running back per i Los Angeles Chargers della National Football League (NFL).

## Carriera universitaria
Harris al college giocò a football all'Università dell'Alabama dal 2017 al 2020. Con essi vinse due campionati NCAA e nell'ultima stagione fu premiato unanimemente come All-American e vinse il Doak Walker Award come miglior running back del college football.

## Carriera professionistica

### Pittsburgh Steelers
Harris fu scelto come 24º assoluto nel Draft NFL 2021 dai Pittsburgh Steelers. Debuttò come professionista partendo come titolare nella gara del primo turno contro i Buffalo Bills correndo 45 yard. Alla fine di ottobre fu premiato come rookie offensivo del mese in cui fu il punto focale dell'attacco degli Steelers con 356 yard corse e 124 yard ricevute, con 4 touchdown segnati. La sua stagione si chiuse al quarto posto nella NFL con 1.200 yard corse, oltre a 7 touchdown su corsa. Per queste prestazioni fu inserito nella formazione ideale dei rookie dalla Pro Football Writers Association e convocato per il Pro Bowl al posto di Joe Mixon, impegnato nel Super Bowl LVI.
Nella stagione 2023 Harris ebbe la sua migliore prestazione nella gara del diciassettesimo turno, la vittoria 30-23 contro i Seattle Seahawks, in cui corse 27 volte per 122 yard e due touchdown, tutti suoi record stagionali che gli valsero anche il riconoscimento di running back della settimana. Nell'ultimo turno corse 112 yard e un touchdown nella vittoria sui Baltimore Ravens.

### Los Angeles Chargers
L'11 marzo 2025 Harris firmò con i Los Angeles Chargers un contratto di un anno del valore di 9,2 milioni di dollari.

## Palmarès
- Convocazioni al Pro Bowl: 1

2021
- Rookie offensivo del mese: 1

ottobre 2021
- PFWA All-Rookie Team - 2021
- Running back della settimana: 1

17ª del 2023